# Deutscher Bund Gälischer Sportarten
Der Deutsche Bund Gälischer Sportarten e.V. (DBGS, im englischsprachigen Raum auch German GAA) ist ein Verbund deutscher Vereine, die in den Sportarten Gaelic Football, Hurling, Camogie, Gaelic Handball und Rounders aktiv sind. Seit 2019 sind elf Vereine Mitglieder des Verbunds. Der Verbund wurde 2015 gegründet und trägt jährlich zwei Wettbewerbe aus. Gleichzeitig stellt der Bund die deutschen Nationalteams für die GAA World Games.

## Geschichte
Der Verbund wurde im November 2015 in Berlin gegründet. Ziel des Verbunds war dabei die Koordination von Projekt- und Förderungsanträgen sowie die organisierte Ausrichtung von deutschen Meisterschaften in den Sportarten Hurling, Camogie und Gaelic Football. Auch die Organisation von Trainer- und Schiedsrichterkursen ist Teil der Aufgaben des DBGS. Die Eintragung des Vereins geschah im Februar 2017. Der DBGS ist dabei keine Föderation der GAA, sondern bisher lediglich ein Verbund deutscher Vereine, die in der GAA organisiert sind.
Langfristiges Ziel des DBGS ist es, die Sportarten Gaelic Football und Hurling als offiziell anerkannte Sportarten in Deutschland zu etablieren.

## Vereine
Aktuell sind 11 Vereine aus Deutschland durch den DBGS vertreten:
| Name                            | Stadt             | Gaelic Football          | Hurling/Camogie | Gründungsjahr |
| ------------------------------- | ----------------- | ------------------------ | --------------- | ------------- |
| Rómhánaigh Augsburg Óg GAA e.V. | Augsburg          | ja (Central East-Region) | nein            | 2014          |
| Berlin GAA e.V.                 | Berlin            | ja (Central East-Region) | ja              | 2014          |
| Setanta Berlin Gaelic Club e.V. | Berlin            | ja (Central East-Region) | ja              | 2015          |
| Darmstadt GAA e.V.              | Darmstadt         | ja (Benelux-Region)      | ja              | 2015          |
| Dresden Hurling e.V.            | Dresden           | nein                     | ja              | 2012          |
| Düsseldorf GFC e.V.             | Düsseldorf        | ja (Benelux-Region)      | nein            | 2013          |
| Frankfurt Sarsfields            | Frankfurt am Main | ja (Benelux-Region)      | nein            | 2009          |
| Hamburg GAA e.V.                | Hamburg           | ja (Benelux-Region)      | ja              | 2015          |
| Cologne Celtics GSC e.V.        | Köln              | ja                       | ja              | 2012          |
| Munich Colmcilles e.V.          | München           | ja (Central East-Region) | ja              | 2001          |
| Stuttgart GAA                   | Stuttgart         | nein                     | ja              | 2016          |

## Wettbewerbe
Der DBGS trägt jährlich deutsche Meisterschaften in den verschiedenen Sportarten aus.

### Chris Hennessy Cup
Der Chris Hennessy Cup wurde erstmals 2015 in Dresden ausgetragen und stellt die jährliche deutsche Meisterschaft in Hurling dar. Der Name wurde in Gedenken an den verstorbenen Gründer von Berlin GAA Chris Hennessy gewählt. Der Austragungsort wechselt jährlich. Der Sieger 2023 und aktueller Inhaber des Wanderpokals ist Hamburg GAA.
| Jahr | Austragungsort                     | Gewinner            |
| ---- | ---------------------------------- | ------------------- |
| 2015 | Dresden                            | Berlin GAA          |
| 2016 | Hamburg                            | Hamburg GAA         |
| 2017 | Dresden                            | Berlin GAA          |
| 2018 | Frankfurt                          | Hamburg GAA         |
| 2019 | Hamburg                            | Hamburg GAA         |
| 2020 | Coronabedingt ausgefallen          |                     |
| 2021 | Düsseldorf (ausgetragen März 2022) | Cologne Celtics GSC |
| 2022 | Köln                               | Hamburg GAA         |
| 2023 | Darmstadt                          | Hamburg GAA         |

### German Gaelic Football Cup
Der German Gaelic Football Cup wurde erstmals 2016 in Düsseldorf ausgetragen. Sowohl Ladies Gaelic Football als auch Mens Gaelic Football wird dabei auf dieser Meisterschaft gespielt.
| Jahr | Austragungsort            | Gewinner Männer               | Gewinner Frauen                                                             |
| ---- | ------------------------- | ----------------------------- | --------------------------------------------------------------------------- |
| 2016 | Düsseldorf                | Berlin GAA                    | Berlin GAA                                                                  |
| 2017 | Augsburg                  | Frankfurt Sarsfields          | Munich Colmcilles.                                                          |
| 2018 | München                   | Frankfurt Sarsfields          | Munich Colmcilles                                                           |
| 2019 | Frankfurt                 | Frankfurt Sarsfields          | Berlin GAA                                                                  |
| 2020 | Coronabedingt ausgefallen |                               |                                                                             |
| 2021 | Frankfurt                 | Frankfurt Sarsfields          | München Colmcilles, Rómhánaigh Augsburg Óg GAA und Hamburg GAA              |
| 2022 | Augsburg                  | Witterungsbedingt ausgefallen | Witterungsbedingt ausgefallen                                               |
| 2023 | Hamburg                   | Eintracht Frankfurt           | Rómhánaigh Augsburg Óg, Cologne Celtics GSC, Setanta Berlin und Hamburg GAA |

### Sebastian Rießbeck Cup
Der Sebastian Rießbeck Cup ist die deutsche Meisterschaft in der Sportart Camogie, welche die Frauenvariante von Hurling ist. Daher wird der Sebastian Rießbeck immer am gleichen Ort und Datum wie der Chris Hennessy Cup ausgetragen. Aufgrund der geringen Spielerinnenzahl werden die Spiele in einem 5-gegen-5-Modus durchgeführt. Der erste Sebastian Rießbeck Cup wurde im Jahr 2016 in Hamburg ausgetragen. Der Name ist dabei zu Gedenken des verstorbenen Spielers Sebastian Rießbeck von Hamburg GAA gewählt.
| Jahr | Austragungsort            | Gewinner            |
| ---- | ------------------------- | ------------------- |
| 2016 | Hamburg                   | Munich Colmcilles   |
| 2017 | Dresden                   | Berlin GAA          |
| 2018 | Frankfurt                 | Hamburg GAA         |
| 2019 | Hamburg                   | Hamburg GAA         |
| 2020 | Coronabedingt ausgefallen |                     |
| 2021 | Düsseldorf                | Cologne Celtics GAA |
| 2022 | Köln                      | Hamburg GAA         |
| 2023 | Darmstadt                 | Munich Colmcilles   |
| 2024 | Hamburg                   | Hamburg GAA         |

## Teilnahme an internationalen Meisterschaften

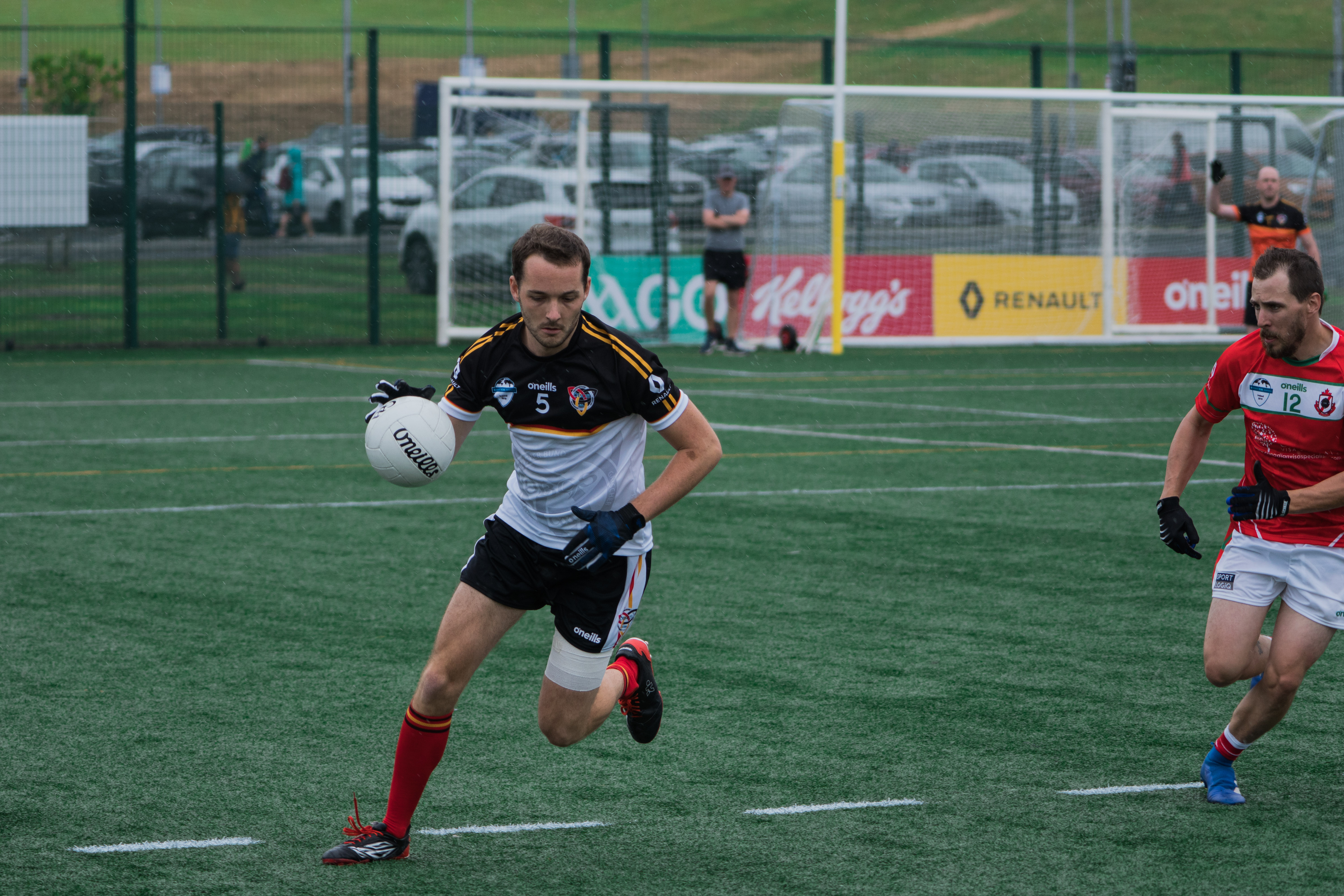
Ein Gaelic Football Spieler der deutschen Nationalmannschaft bei den World Games 2019

### Europäische Meisterschaften
Die einzelnen Vereine nehmen an den von den Gaelic Games Europe ausgetragenen Europäischen Wettbewerben teil.

#### Gaelic Football
Da in Europa über 80 verschiedene Gaelic Football Vereine aktiv sind, werden die Europäischen Meisterschaften in Gaelic Football in verschiedene Regionen aufgeteilt. Die deutschen Vereine spielen dabei zum Teil in der South-East Region und in der Benelux Region. In Turnieren der einzelnen Regionen können sich die Clubs qualifizieren, um bei den jährlich in zwei Runden ausgetragenen Pan-European Championships teilzunehmen.

#### Hurling / Camogie
Die Hurling spielenden Vereine in Europa begrenzen sich aktuell auf Mitteleuropa. Es werden gesamteuropäische Meisterschaften in 5 Runden ausgetragen. Neben den deutschen Vereinen nehmen an den Meisterschaften noch Vereine aus Belgien, Luxemburg, den Niederlanden, Dänemark, Schweden, Österreich und der Schweiz teil.

### GAA World Games
Während der GAA World Games 2016 in Dublin hat der DBGS je eine Nationalmannschaft in Gaelic Football (Männer) und Hurling (Männer) gestellt. Die Nationalmannschaften sind dabei beide in der Kategorie „Native“ angetreten, die keine in Irland geborenen Spieler erlaubt.
Auch bei den GAA World Games 2019 in Waterford war der DBGS mit je einer Nationalmannschaft in Gaelic Football (Männer) und Hurling (Männer) vertreten.
Bei den GAA World Games 2023 in Derry konnte der DBGS erstmals in allen Codes (LGFA, Camogie, Football und Hurling) mit jeweils mindestens einem Team in der Kategorie „International“ antreten. Bei Hurling waren es sogar 2 Mannschaften.

### Gaelic Euros
Im Jahr 2017 wurden das erste Mal die Gaelic Euros vom DBGS in Düsseldorf ausgerichtet. Dabei traten verschiedene Regional- bzw. Nationalmannschaften aus Europa im Gaelic Football gegeneinander an. Die Mannschaft aus der Bretagne gewann die Meisterschaft der Männer, während die Frauen aus Belgien sich einen Pokal sicherten.
Die in Lorient, Frankreich ausgetragenen Gaelic Euros 2018 fanden am 11. und 12. August 2018 im Rahmen des Interceltic Festival statt. Auch hier nahmen wieder eine Frauen- und eine Männermannschaft teil. Gewinner des Turniers wurde Frankreich bei den Männern und die Auswahl aus Galizien bei den Frauen.
Aufgrund der 2019 stattfindenden GAA World Games fanden im Jahr 2019 keine Gaelic Euros statt. Die Gaelic Euros 2020 wurden in Pontevedra in Spanien vorgesehen.
Bei den Gaelic Euros 2022 in Pontevedera (das Turnier wurde wegen Covid um 2 Jahre verschoben) nahm der DBGS sowohl mit einem Frauen- wie auch einem Männer-Team teil.